# Stade de Reims 1958-1959
Questa voce raccoglie le informazioni riguardanti il Stade de Reims nelle competizioni ufficiali della stagione 1958-1959.

## Avvenimenti
Lo Stade de Reims affronta una stagione impegnativa: dopo aver vinto la Supercoppa (2-1 sul Nîmes Olympique) esce presto sia dalla coppa (dopo le vittorie contro Vitry 0-1 e Bruay 0-8) escluso dall'Olympique Lyon (3-1) sia dalla lotta al titolo francese.
In Europa i francesi escludono prima i nordirlandesi dell'Ards con un netto 10-3, poi i finlandesi dell'HPS con un pesante 7-0 tra andata e ritorno. La corsa dello Stade de Reims si complica dai quarti di finale: lo Standard Liegi vince in Belgio per 2-0 e i biancorossi si affidano a Just Fontaine, che grazie ad una doppietta ribalta il punteggio dell'andata con un 3-0 nel ritorno. In semifinale affrontano lo Young Boys che, dopo l'1-0 di Berna va in Francia e cade sotto i colpi di Roger Piantoni, autore di due reti nel 3-0 finale. I francesi approdano alla finale ma, come quattro anni prima di fronte a loro c'è il Real Madrid: a Stoccarda, di fronte a 72.000 paganti, lo Stade de Reims va subito in svantaggio e nel secondo tempo affonda sul 2-0, perdendo la finale.
Nelle file dei madrileni rispetto al precedente confronto erano rimasti Marquitos, José María Zárraga e il formidabile trio offensivo Di Stéfano-Rial-Gento; tra le file del Real Madrid anche l'ex Raymond Kopa che giocò nel Reims la finale persa nel 1956.
Nei francesi Jonquet, Giraudo, Leblond e Bliard disputarono le due finali.

## Organico 1958-1959

### Rosa
| N. |                    | Ruolo | Calciatore        |
| -- | ------------------ | ----- | ----------------- |
|    | Francia (bandiera) | P     | Dominique Colonna |
|    | Francia (bandiera) | P     | René Jacquet      |
|    | Francia (bandiera) | D     | Raoul Giraudo     |
|    | Francia (bandiera) | D     | Guy Gouttes       |
|    | Francia (bandiera) | D     | Robert Jonquet    |
|    | Francia (bandiera) | D     | Bruno Rodzik      |
|    | Francia (bandiera) | C     | Claude Dubaële    |
|    | Francia (bandiera) | C     | Robert Lamartine  |
|    | Francia (bandiera) | C     | Armand Penverne   |

| N. |                    | Ruolo | Calciatore        |  |
| -- | ------------------ | ----- | ----------------- |  |
|    | Francia (bandiera) | C     | Robert Siatka     |  |
|    | Francia (bandiera) | A     | Roger Piantoni    |  |
|    | Francia (bandiera) | A     | Jean Desruisseaux |  |
|    | Francia (bandiera) | A     | Just Fontaine     |  |
|    | Francia (bandiera) | A     | Robert Bérard     |  |
|    | Francia (bandiera) | A     | Raymond Baratto   |  |
|    | Francia (bandiera) | A     | René Bliard       |  |
|    | Francia (bandiera) | A     | Michel Leblond    |  |
|    | Francia (bandiera) | A     | Jean Vincent      |  |